# Somebody to Love Me (canción de Mark Ronson)
«Somebody to Love Me» es el tercer sencillo extraído de Record Collection, el tercer álbum de estudio del productor británico Mark Ronson, lanzado bajo el nombre de Mark Ronson & The Business Intl.
Incluye la participación en las voces del líder de Culture Club, Boy George y el cantante de la banda sueca Miike Snow, Andrew Wyatt.

## Video musical
El video de la canción dirigido por Saam Farahmand y fue estrenada el 14 de octubre de 2010. Es protagonizado por la actriz de la película Inglourious Basterds, Diane Kruger, quien personifica a Boy George en una fiesta, supuestamente el 14 de junio de 1982.
Boy comentó acerca del video: 

“la idea surgió de Mark y el director Saam Farahmand. Ellos me preguntaron qué me parecía que alguien me personificara, y yo les contesté que seguramente harían mejor el trabajo que yo. Originalmente lo iba a hacer Emily Blunt, pero se decidieron por Diane Kruger, quien tiene una nariz similar a la mía”.

“Para el video se basaron en una fiesta sorpresa de cumpleaños que tuve cuando cumplí 21. Pienso que quedó muy lindo y original. Y estoy maravillado por la labor de Diane Kruger”.

## Listado de canciones
| CDr, Promo, Promo |                                                                           |          |  |
| N.º               | Título                                                                    | Duración |  |
| 1.                | «Somebody to Love Me (con Andrew Wyatt)» (Radio Edit)                     | 3:47     |  |
| 2.                | «Somebody to Love Me (con Andrew Wyatt y Boy George)» (Radio Edit)        | 4:10     |  |
| 3.                | «Somebody to Love Me (con Andrew Wyatt y Boy George)» (Versión del álbum) | 5:00     |  |

| CDr, Promo, Single (Remixes) |                                                           |          |  |
| N.º                          | Título                                                    | Duración |  |
| 1.                           | «Somebody to Love Me» (Hervé 'Very Vox' Remix)            | 4:51     |  |
| 2.                           | «Somebody to Love Me» (Herve 'Very Vox' Remix Radio Edit) | 3:38     |  |
| 3.                           | «Somebody to Love Me» (Holy Ghost! Remix)                 | 6:50     |  |
| 4.                           | «Somebody to Love Me» (Holy Ghost! Remix Instrumental)    | 6:48     |  |
| 5.                           | «Somebody to Love Me» (Congorock Remix)                   | 5:02     |  |

## Posicionamiento en listas
| Listas (2010)                             | Mejor posición |
| ----------------------------------------- | -------------- |
| Bélgica (Flandes) (Ultratop 50)           | 16             |
| Bélgica (Valonia) (Ultratop 50)           | 50             |
| Israel (Media Forest)                     | 4              |
| Reino Unido (The Official Charts Company) | 55             |